# Kons. 5
Kons. 5 je konstruktivistična pesem slovenskega pesnika Srečka Kosovela, ki je bila objavljena leta 1967 v zbirki Integrali '26. Kosovel je pesmi v tej zbirki imenoval integrali ali konstrukcije, kratko kons. Pesmi so bile napisane že leta 1925, vendar so ostale neopažene vse do njihovega izida.

## Interpretacija
Pesem je sestavljena iz več delov. V prvih dveh verzih je naveden citat o pomenu gnoja za kmetovanje (iz Jamnikove brošure Gnoj je zlato). Pesem je sestavljena še iz posameznih besed, črk, številk in matematičnih znakov. Logično povezavo med posameznimi deli pesmi si mora sestaviti bralec sam, zato pesem lahko interpretiramo precej različno.
Prve dva verza lahko razumemo kot obsojanje materialistične, kapitalistične družbe: gnoj je zlato (bogastvo) in zlato (bogastvo) je gnoj (je slabo). Nato pesnik nadaljuje z relativiziranjem: oboje, tako gnoj kot zlato, je nič, ampak nič je lahko tudi vse. Gnoj je po vrednosti, pomenu enak zlatu: npr. za poljedelce. Zanje je zlato nepomembno. Vrednost in bogastvo pa se dandanes vendarle merita tudi z zlatom. Tako sta gnoj in zlato relativno izenačena. Tudi s pomenom besed se lahko igramo. Zlato je bogastvo, je pokvarjenost. Gnoj je nekaj slabega, ničvrednega, je osnova za rast … Oboje je lahko ničvredno, zaničevano ali pa čaščeno, spoštovano.
V šestem in sedmem verzu (AB < 1, 2, 3) je izražena misel, da so črke manj vredne od številk. Številke predstavljajo vrednosti, kot je denar, medtem ko črke morda predstavljajo imena ljudi. V kapitalističnem svetu so ljudje manj vredni od denarja, ali pa je umetnost besed manj pomembna kot pridobivanje in štetje denarja.
Osmi, deveti, desti in enajsti verz so lirski del pesmi. Izražajo misel, da materialistično naravnan človek zlata ne potrebuje, ampak bi potreboval dušo, ki je nima, saj vse meri skozi zlato. Dobri človek pa dušo že ima, zato gnoja ne potrebuje. Gnoja, kot je zlato, ki kvari. Gnoja, da bi se okoriščal z njim, ker ne išče koristi, bogastvo ima v sebi.

Zadnji, dvanajsti verz (I, A.) je zapis oslovega glasu, ki naj bi simboliziral, da so ljudje, ki se pehajo za zlatom, obravnavani kot nespametni.